# Hellwigia obscura
Hellwigia obscura är en stekelart som beskrevs av Johann Ludwig Christian Gravenhorst 1823. Hellwigia obscura ingår i släktet Hellwigia och familjen brokparasitsteklar. Inga underarter finns listade i Catalogue of Life.